# Joseph Lightfoot
Joseph Barber Lightfoot, född 13 april 1828, död 21 december 1889, var en brittisk teolog.
Lightfoot var teologie professor vid Cambridge University och blev biskop av Durham 1879. Han räknades som en av Storbritanniens lärdaste teologer, främst känd för sina av omfattande filologisk lärdom och skarpsinnig textkritik utmärkta kommentarer till Nya Testamentet.